# روبرت س. سولومون
روبرت س. سولومون (بالإنجليزية: Robert C. Solomon)‏ هو فيلسوف أمريكي، ولد في 14 سبتمبر 1942 في ديترويت في الولايات المتحدة، وتوفي في 2 يناير 2007 في زيورخ في سويسرا.